# Rick Ross
Pour les articles homonymes, voir Ross.
Rick Ross, de son vrai nom William Leonard Roberts II, né le 28 janvier 1976 à Clarksdale (Mississippi), est un rappeur américain. Il se fait connaître du grand public grâce à son single Hustlin'. Son nom de scène Rick Ross est une référence à Rick « Freeway » Ross, l'un des plus importants trafiquants de cocaïne de Los Angeles des années 1980, avec lequel il n'entretient aucun lien. Ce dernier portera d'ailleurs plainte contre lui, demandant 10 millions de dollars pour l'usage de son nom.
Rick Ross fonde le label Maybach Music Group avec comme membre Meek Mill, Wale, Stalley ou encore Gunplay, sous lequel il publie ses albums Deeper than Rap, God Forgives, I Don't et Mastermind. Rick Ross faisait partie de Poe Boy Entertainment, un label fondé en 1999 à Miami par Eldrin « E-Class » Prince. Ce label regroupe la scène montante de Miami avec des artistes comme Flo Rida ou Brisco.

## Biographie

### Jeunesse
William Leonard Roberts II est né le 28 janvier 1976 dans le Comté de Coahoma, dans le Mississippi,, et élevé à Carol City, en Floride. Au lycée de Carol City Senior High School, il joue au football américain et obtient une bourse pour l'université d'État d'Albany en Géorgie. Il commence à rapper au milieu des années 1990 quand il forme le groupe Carol City Cartel.
Il est, un temps, gardien de prison dans les années 1990, fait qu'il dissimulera par la suite en construisant une image de rappeur proche de trafiquants de drogue. La révélation de cette partie de son passé est apparue, selon le New York Times, comme « l'implosion publique la plus spectaculaire de l'image de dur à cuire qu'un rappeur a pu se donner » depuis la découverte du passé de Vanilla Ice. À partir de janvier 2009, un conflit particulièrement violent l'a opposé à 50 Cent, qui a notamment conduit ce dernier à rendre public une vidéo de nature pornographique où apparaît une ancienne petite amie de Rick Ross avec laquelle il a eu 2 enfants.

### Port of MiamietTrilla(2006–2008)
Rick Ross signe son premier contrat avec un gros label en 2002 chez Slip-N-Slide Records, une filiale de Def Jam. Son premier album Port of Miami, est publié en août 2006 et débute à la première place du Billboard 200, avec  187 000 exemplaires vendus la première semaine,. Avant sa sortie, Christian Hoard du magazine Rolling Stone avait prédit que l'album serait le « meilleur album rap de l'année. » Le premier single, Hustlin' atteint la 54e place du Billboard Hot 100, et est certifié disque de platine. Le second single s'intitule Push It, qui reprend Scarface (Push It to the Limit), la bande-son du film Scarface. La vidéo du titre Push It s'inspire du film. L'album, quant à lui, est certifié disque d'or par la RIAA.
À cette période, Ross participe à deux singles du premier album de DJ Khaled, Listennn... the Album intitulés Born-N-Raised et Holla at Me. Une compilation des pistes non retenues de l'album est publiée le 18 septembre 2007 sous le titre Rise to Power, distribuée par le label Suave House, qui est le premier label à signer Rick Ross, mais qui, faute de moyens, ne put distribuer son premier album.
Son second album, Trilla, est publié en mars 2008, et débute, comme son prédécesseur, à la première place du Billboard 200. Le premier single, Speedin', en featuring avec R. Kelly atteint la 21e place des Billboard Bubbling Under Hot 100 Singles ; le second s'intitule The Boss avec T-Pain qui atteint la 17e place du Hot 100. Le troisième single Here I Am fait participer Nelly et Avery Storm. MTV News classe Ross quatrième dans sa liste des Hottest MCs in the Game sur dix rappeurs.

### Deeper than RapetTeflon Don(2009–2010)
La chanson intitulée Valley of Death parle du bref passage de Ross comme gardien de prison. Dans les paroles de la chanson, il assume le fait d'avoir endossé le rôle de gardien de la paix. Il explique plus tard trainer dans les rues entretemps. Il rappe : Only lived once and I got two kids/ And for me to feed them, I'll get two gigs (« Je peux vivre qu'une fois et j'ai deux gosses/et pour les nourrir, 'faut que je bosse »). Cependant, il n'explique toujours pas pourquoi il n'a pu réussir à ne pas subvenir aux besoins de ses enfants,. Sur l'édition de mars 2009 du magazine XXL, intitulée Rick Ross Up in Smoke, montre Ross en couverture posant avec une paire de lunettes Louis Vuitton. Après publication, un porte-parole de la marque contacte XXL pour les informer qu'il portait une fausse paire de lunettes. Le rappeur révèle plus tard que sa paire de Louis Vuitton étaient authentiques mais modifiées par Jacob Bernstein, connu sous le surnom de The Sunglass Pimp. Bernstein se défend d'avoir modifié cette paire malgré l'insistence du rappeur.
Son troisième album Deeper than Rap est publié le 21 avril 2009. Le premier extrait, Mafia Music, tourne sur Internet et Rick Ross lance quelques mots à 50 Cent. En octobre 2009, Rick Ross est classé 5e meilleur rappeur de l'année par MTV dans l'émission Hottest MCs, il est derrière Jay-Z qui arrive en première position suivi de Lil Wayne, de Drake puis de Kanye West. 50 Cent, avec lequel il est alors en plein conflit, est seulement classé 9e. En novembre 2010, Diddy, qui signe Ross en 2009 à son label Ciroc Entertainment, annonce travailler sur un EP collaboratif avec le rappeur.
En juillet 2010, Rick Ross publie son quatrième album studio, Teflon Don, espérant être classé premier. Il est écrasé par les ventes de l'album d'Eminem qui l'empêche d'accéder à la première place. L'album est généralement bien reçu par la presse spécialisée, notamment en France où il est classé parmi les meilleurs albums du magazine Les Inrockuptibles.

### Albums récents (depuis 2011)

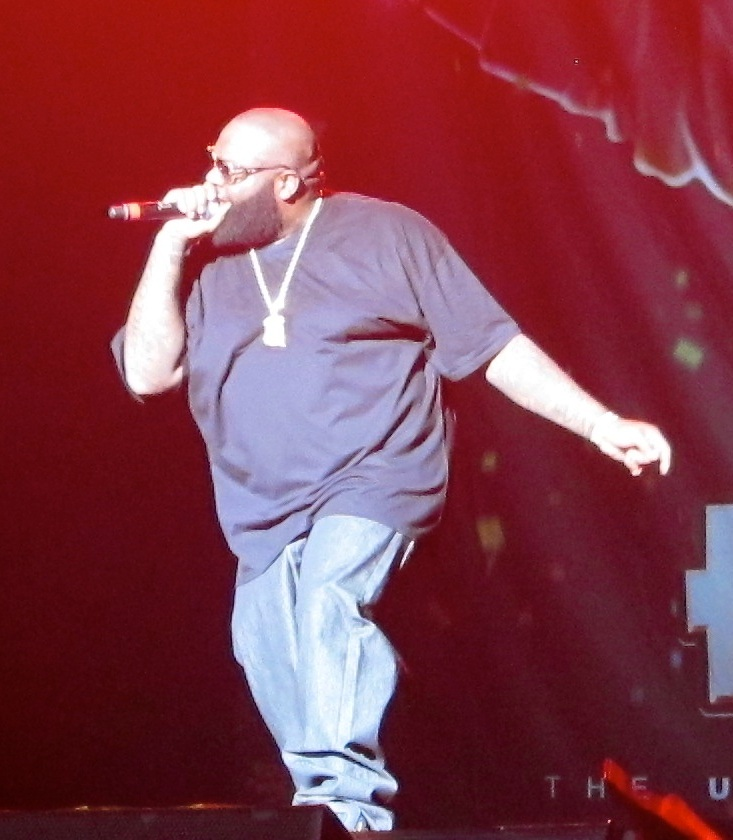
Rick Ross sur scène en 2011.

Rick Ross joue aux BET Awards le 26 juin 2011. Il est nommé dans la catégorie de « meilleur rappeur ». Au début de 2012, Ross est nommé Hottest MC in the Game.
Le cinquième album de Ross, God Forgives, I Don't, est originellement prévu pour le 13 décembre 2011, mais par la suite reporté pour le 31 décembre 2012,. Il publie deux singles extraits de l'album, You the Boss et I Love My Bitches, bien qu'ils ne fassent pas partie de la liste officielle des titres. Après publication, l'album atteint la première place du Billboard 200, avec 218 000 exemplaires vendus la première semaine. Ross publie ensuite quatre chansons : So Sophisticated avec Meek Mill, Touch'N You avec Usher, Hold Me Back, et 3 Kings avec Dr. Dre et Jay-Z. Rick Ross est nommé par le magazine The Source comme « homme de l'année ».
En 2012, il collabore avec Mariah Carey sur le titre Triumphant (Get 'Em). En octobre 2012, il est annoncé en collaboration avec Booba et Packman Laloetoe sur le titre 1.8.7 du nouvel album de ce dernier, Futur. Sa chanson 100 Black Coffins fait partie de la bande originale du film Django Unchained de Quentin Tarantino. Le 7 janvier 2013, Ross révèle le titre de son sixième album, Mastermind. L'album est prévu pour 2013. Le premier single promotionnel extrait de l'album s'intitule Box Chevy, publié sur iTunes le 15 février 2013,,. Le clip du titre est réalisé le 1er avril 2013 et fait participe les rappeurs Gunplay, Stalley et Rockie Fresh. Le 5 septembre 2013, Ross publie le premier single officiel issu de l'album Mastermind, No Games avec Future produit par J.U.S.T.I.C.E. League. Le lendemain, il passe à la radio locale.
Rick Ross publie son sixième album, Mastermind, en mars 2014. L'album est généralement bien accueilli par la presse spécialisée, et compte 179 000 exemplaires vendus la première semaine. Le 8 avril 2014, l'album compte 290 000 exemplaires vendus aux États-Unis. En juin 2014, la participation de Ross est annoncée pour une série documentaire intitulée Sisterhood of Hip Hop. En octobre 2014, Ross annonce la publication d'un nouvel album, Hood Billionaire, qui fera notamment participer Jay-Z et R. Kelly. Ross révèle plus tard la couverture de Hood Billionaire en octobre 2014 et annonce sa date de publication pour le 14 novembre 2014. Le 4 décembre 2015, il publie l'opus Black Market, qui inclut les collaborations de John Legend, Cee-Lo Green, Nas, DJ Premier, Mariah Carey, Mary J. Blige, Chris Brown, Future et The-Dream.

## Affaires judiciaires
En 2015, il passe une semaine en prison pour avoir violemment agressé et kidnappé un ouvrier de sa nouvelle maison en Georgie. Rick Ross s'est acquitté de deux millions de dollars pour pouvoir retrouver sa liberté.

## Vie privée

### Famille
Ross a cinq enfants : Toie Roberts, née en mars 2002, William Roberts III, né en septembre 2005, Berkeley Hermès Roberts, né en septembre 2017, Billion Leonard Roberts, né en novembre 2018 et Bliss Roberts, née en août 2020.
Ross a été brièvement fiancé à Lira « Galore » Mercer en 2015.

### Croyances
Rick Ross est chrétien, et indique, lors d'un entretien avec Corey « Coco Brother » Condrey sur Lift Every Voice, que : « à un certain moment, je me suis dit que peu importe ce que je ferai, je ne remettrai jamais Dieu en question ». Ross indique prier à chaque fois avant de monter sur scène.

### Problèmes de santé
Le 14 octobre 2011, Ross est frappé deux fois d'épilepsie durant la même journée, une fois le matin et une fois le soir. Il est retrouvé inconscient dans la matinée. Après sa seconde épilepsie, Ross est admis à l'hôpital de Birmingham, où il subit plusieurs séries d'examens, concluants selon les médecins. Ross pense que cela est dû à un manque de sommeil. Ross raconte plus tard cet incident dans le remix de la chanson Ima Boss de Meek Mill.
En 2018, le rappeur est victime d'une crise cardiaque : il est retrouvé inconscient dans sa demeure de Miami et est hospitalisé.

### Drive by
Le 27 janvier 2013, en fêtant son 37e anniversaire, Ross et sa compagne deviennent cibles d'un drive-by shooting à Fort Lauderdale, en Floride. Blessés par balles, leur voiture entre en collision avec un mur lorsqu'ils tentent d'échapper à leurs agresseurs.

### Crash de son jet
Le 4 mai 2024, le jet privé de Rick Ross atterri en urgence à Dallas ; il n'y a pas eu de blessés.

## Discographie

### Albums studio
- 2006 : Port of Miami
- 2008 : Trilla
- 2009 : Deeper than Rap
- 2010 : Teflon Don
- 2012 : God Forgives, I Don't
- 2014 : Mastermind
- 2014 : Hood Billionaire
- 2015 : Black Market
- 2017 : Rather You Than Me
- 2019 : Port of Miami 2
- 2021 : Richer Than I Ever Been
- 2023 : Too Good to Be True (avec Meek Mill)

### Singles
- 2006 : Push It
- 2008 : Speedin (avec R. Kelly)
- 2008 : The Boss (avec T-Pain)
- 2008 : Maybach Music (avec Jay-Z)
- 2008 : Here I Am (avec Nelly & Avery Storm)
- 2009 : Mafia Music
- 2009 : Magnificient (avec John Legend)
- 2009 : Bossy Lady (avec Ne-Yo)
- 2009 : Maybach Music Pt.2  (avec T-Pain, Kanye West & Lil Wayne)
- 2010 : Mafia Music 2  (avec Chrisette Michele)
- 2010 : B.M.F.
- 2010 : Aston Martin Music  (avec Drake & Chrisette Michele)
- 2010 : MC Hammer  (avec Gucci Mane)
- 2011 : 9 Piece(avec Lil Wayne)
- 2011 : John   (avec Lil Wayne)
- 2011 : By Any Means  (avec Wale, Meek Mill & Pill)
- 2011 : You The Boss  (avec Nicki Minaj)
- 2011 : I Love My Bitches
- 2012 : Touch'n You  (avec Usher)
- 2012 : Amsterdam
- 2012 :  Ten Jesus Pieces
- 2013 : Big Daddy Kunk (avec Wiz Khalifa)
- 2013 : Box Chevy
- 2013 : I Wonder Why
- 2013 : No Games (avec Future)
- 2014 : The Devil Is a Lie (avec Jay Z)
- 2014 : Thug Cry (avec Lil Wayne)
- 2014 : Elvis Presley Blvd. (avec Project Pat)
- 2014 : Keep Doin’ That (Rich Bitch) (avec R. Kelly)
- 2016 : Buy Back the Block (avec Gucci Mane & 2 Chainz)
- 2017 : I Think She Like Me (avec Ty Dolla Sign)
- 2017 : Trap Trap Trap (avec Young Thug & Wale)
- 2019 : Gold Roses (avec Drake)

### Collaborations
- 2002 : Told Y'all (Trina avec Rick Ross)
- 2005 : Bitches & Bizness (Boys N Da Hood avec Rick Ross
- 2006 : Holla at Me (DJ Khaled avec Lil Wayne, Paul Wall, Fat Joe, Rick Ross & Pitbull)
- 2006 : Born-n-Raised (DJ Khaled avec Trick Daddy, Pitbull & Rick Ross)
- 2006 : On Some Real Shit (Daz Dillinger avec Rick Ross)
- 2006 : Chevy Ridin' High (Dre avec Rick Ross)
- 2007 : Hustlin’ (French Remix) (Booba avec Rick Ross)
- 2007 : Know What I'm Doin (Lil Wayne & Birdman avec T-Pain & Rick Ross)
- 2007 : Make It Rain (Remix) (Fat Joe avec DJ Khaled, R. Kelly, Lil Wayne, Birdman, T.I., Ace Mack & Rick Ross)
- 2007 : We Takin' Over (DJ Khaled avec Akon, T.I., Rick Ross, Fat Joe, Birdman & Lil Wayne)
- 2007 : I'm So Hood (DJ Khaled avec T-Pain, Trick Daddy, Rick Ross & Plies)
- 2007 : Brown Paper Bag (DJ Khaled avec Young Jeezy, Lil Wayne, Juelz Santana, Fat Joe & Dre)
- 2007 : Down In The Dirty (Ludacris avec Rick Ross & Bun B)
- 2007 : 100 Million (Birdman avec Rick Ross, Young Jeezy, Lil Wayne & DJ Khaled)
- 2007 : Lights Get Low (Freeway avec Rick Ross & Dre)
- 2008 : Cash Money  (Birdman avec Rick Ross, Lil Wayne, Young Jeezy, Fat Joe, Brisco, Flo Rida, Trick Daddy & DJ Khaled)
- 2008 : Ecstasy  (Danity Kane avec Rick Ross)
- 2008 : Miami  (Yo Gotti avec Rick Ross)
- 2010 : All About The Money (Gucci Mane avec Rick Ross)
- 2010 : All I Do Is Win (DJ Khaled  avec Rick Ross, Ludacris, Snoop Dogg & T-Pain)
- 2010 : Put Your Hands up  DJ Khaled avec Rick Ross, Young Jeezy, Plies & Schife)
- 2010 : O Let's Do It (Remix) (Waka Flocka Flame avec Rick Ross, P.Diddy & Gucci Mane)
- 2010 : Angels (Remix) (Diddy - Dirty Money avec Rick Ross)
- 2010 : Sunday Morning (Birdman avec Rick Ross)
- 2010 :  Another One (Bugatti Boyz: P.Diddy & Rick Ross)
- 2010 :  Monster (Kanye West avec Rick Ross, Jay-Z, Justin Vernon & Nicki Minaj)
- 2011 :  Welcome To My Hood (DJ Khaled avec  Rick Ross, Plies, Lil Wayne & T-Pain)
- 2011 :  I'm On One (DJ Khaled avec Lil Wayne, Drake & Rick Ross)
- 2011 :  I'm A Boss (avec Meek Mill)
- 2011 : You The Boss (avec Nicki Minaj)
- 2011 : Tats On My Arm (Wale avec Rick Ross)
- 2011 : Tower Heist (Nas avec Rick Ross)
- 2011 : Ambition (Wale avec Rick Ross & Meek Mill)
- 2011 : That Way (Wale avec Jeremih & Rick Ross)
- 2011 : Fly Together (Red Café avec Ryan Leslie & Rick Ross)
- 2011 : John (If I Die Today) Lil Wayne avec Rick Ross)
- 2011 : 10 Bricks On My Wrist (Rick Ross avec Birdman)
- 2011 : 9 Piece (Rick Ross avec Lil Wayne)
- 2012 : Albert Pujols (Wale avec Rick Ross & Fabolous)
- 2012 : Beautiful Onyinye (P-Square avec Rick Ross)
- 2012 : Take It To The Head (DJ Khaled avec Chris Brown, Nicki Minaj & Lil Wayne)
- 2012 : I Am Your Leader (Nicki Minaj avec Cam'ron & Rick Ross)
- 2012 : Triumphant(Get'Em) (Mariah Carey avec Rick Ross & Meek Mill)
- 2012 : I Wish You Would (DJ Khaled avec Rick Ross & Kanye West)
- 2012 : 1.8.7 - (Booba avec Rick Ross)
- 2012 : Let Me See (Usher avec Rick Ross)
- 2013 : Rise Up (Mavado avec Akon & Rick Ross)
- 2013 : Monster Crunk (Lil Wayne avec Rick Ross)
- 2013 : I Wanna Be With You (Dj Khaled avec Nicki Minaj, Future & Rick Ross)
- 2013 : Poor Decisions (Wale avec Rick Ross & Lupe Fiasco)
- 2013 : Pop That Pu**y (Birdman avec Rick Ross)
- 2013 : Ali Bomaye (The Game avec Rick Ross)
- 2013 : Do What U Want - Remix (Lady Gaga avec R. Kelly et Rick Ross)
- 2013 : FuckWithMeYouKnowIGotIt (Jay-Z avec Rick Ross)
- 2013 : Bugatti (Ace Hood avec Future & Rick Ross)
- 2013 : Jam On It (Pitbull, Fat Joe & Rick Ross)
- 2015 : All I Ever Wanted (Teedra Moses avec Rick Ross)
- 2015 : Cognac & Conversation (Teedra Moses avec Rick Ross)
- 2016 : WINDOWS (JOYRYDE & Rick Ross)
- 2016 : Purple Lamborghini (Skrillex & Rick Ross)
- 2017 : Hungry (Fergie avec Rick Ross)
- 2019 : Never Personal (Lacrim avec Rick Ross)

- 2019 : Down Like that (KSI, S-X, Rick Ross, Lil Baby)

## Filmographie
- 2020 : Coming 2 America de Craig Brewer